# ラファイエット・アベニュー駅 (INDフルトン・ストリート線)
ラファイエット・アベニュー駅 (Lafayette Avenue) はニューヨーク市地下鉄INDフルトン・ストリート線の駅である。ブルックリン区フォート・グリーンのラファイエット・アベニューとフルトン・ストリートの交差点に位置し、A系統が深夜のみ、C系統が深夜を除く終日停車する。
ただし、駅名にもかかわらず出入口はラファイエット・アベニュー沿いにはなく、最寄りの出入口でもラファイエット・アベニューとは1ブロック離れている。

## 歴史
当駅は1936年4月9日のフルトン・ストリート線ジェイ・ストリート-ボロー・ホール駅（現：ジェイ・ストリート-メトロテック駅） - ロッカウェイ・アベニュー駅間の開通と共に開業した。4年後の1940年5月31日、同駅の真上にあったBMTフルトン・ストリート高架線のラファイエット・アベニュー駅が廃止となった。

## 駅構造
| G          | 地上階                     | 出入口 |
| M          | 改札階                     | 改札口、駅員詰所、メトロカード自動券売機 |
| P ホーム階 | 相対式ホーム、右側扉が開く | 相対式ホーム、右側扉が開く |
| P ホーム階 | 北行緩行線                 | ← 深夜帯：207丁目駅行き（ホイト-スカーマーホーン・ストリーツ駅） ← 168丁目駅行き（ホイト-スカーマーホーン・ストリーツ駅）                               |
| P ホーム階 | 北行急行線                 | ← 深夜帯以外：通過 |
| P ホーム階 | 南行急行線                 | → 深夜帯以外：通過 → |
| P ホーム階 | 南行緩行線                 | → 深夜帯：ファー・ロッカウェイ駅行き（クリントン-ワシントン・アベニュース駅）→ ユークリッド・アベニュー駅行き（クリントン-ワシントン・アベニュース駅）→ |
| P ホーム階 | 相対式ホーム、右側扉が開く | |

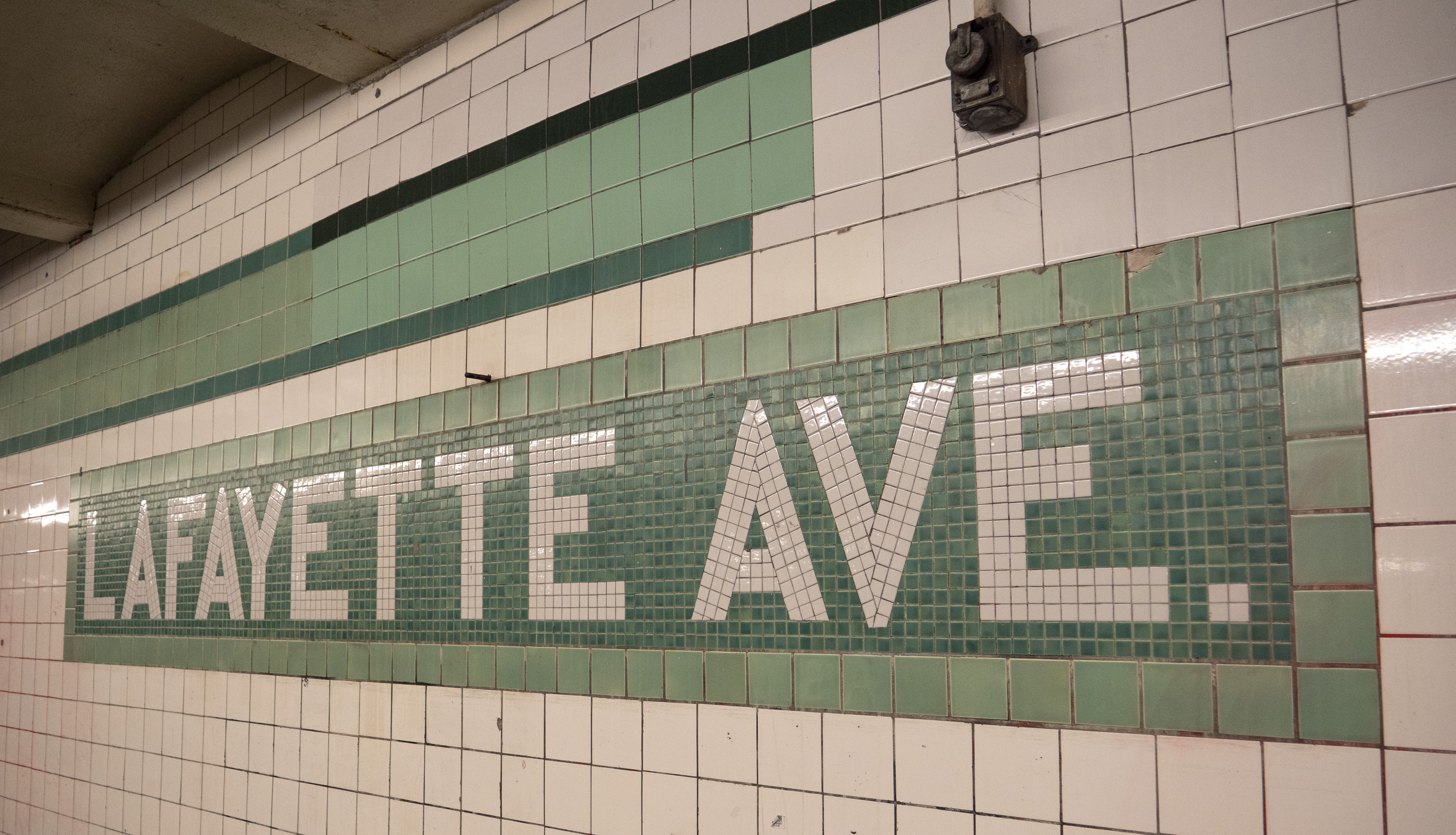
駅名標

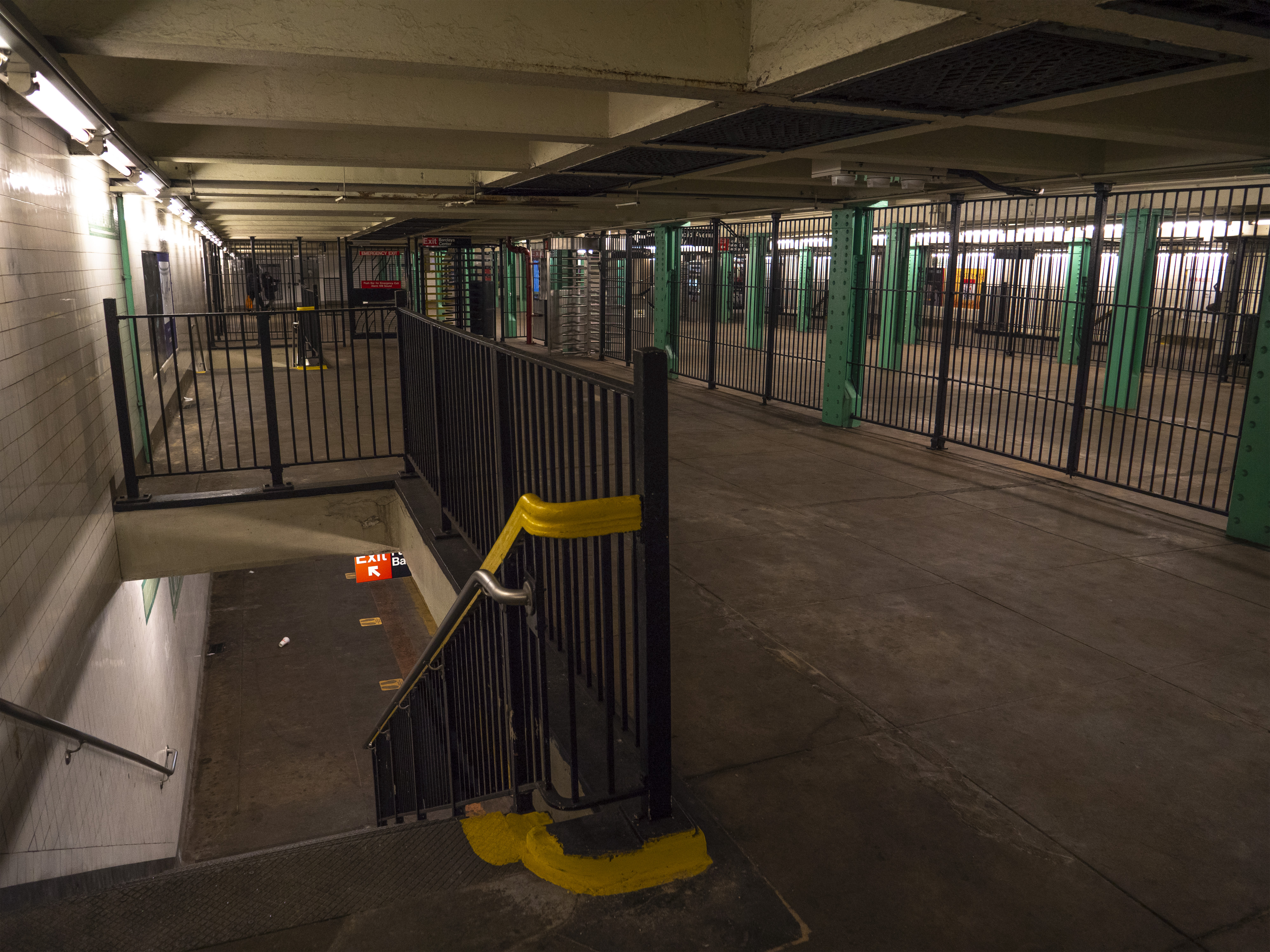
改札階

駅は緩行線2線と急行線2線、相対式ホーム2面を有した2面4線の駅である。両ホームには改札階および改札口へ繋がる階段があるが、改札階の構造上改札内で両ホーム間を行き来することは不可能である。駅名標は緑地に白のサンセリフ体で"Lafayette Ave."と書かれた物が設置されている。
駅の東側には南北急行線の間に1本の留置線がある。この留置線は西端で北行急行線に、東端で南行急行線に接続しているため急行線から留置線へ入線する場合は必ず急行線を逆走する必要がある。また、南北緩行線から南北急行線への片渡り線も設置されている。ただし構造上急行線側から緩行線側への転線はできない。
駅はINDクロスタウン線フルトン・ストリート駅のすぐ近くにあり、北行列車に乗り駅を出てしばらくすると右手にフルトン・ストリート駅が見えてくる。また、両駅間には従業員専用の連絡通路がある。

### 出口

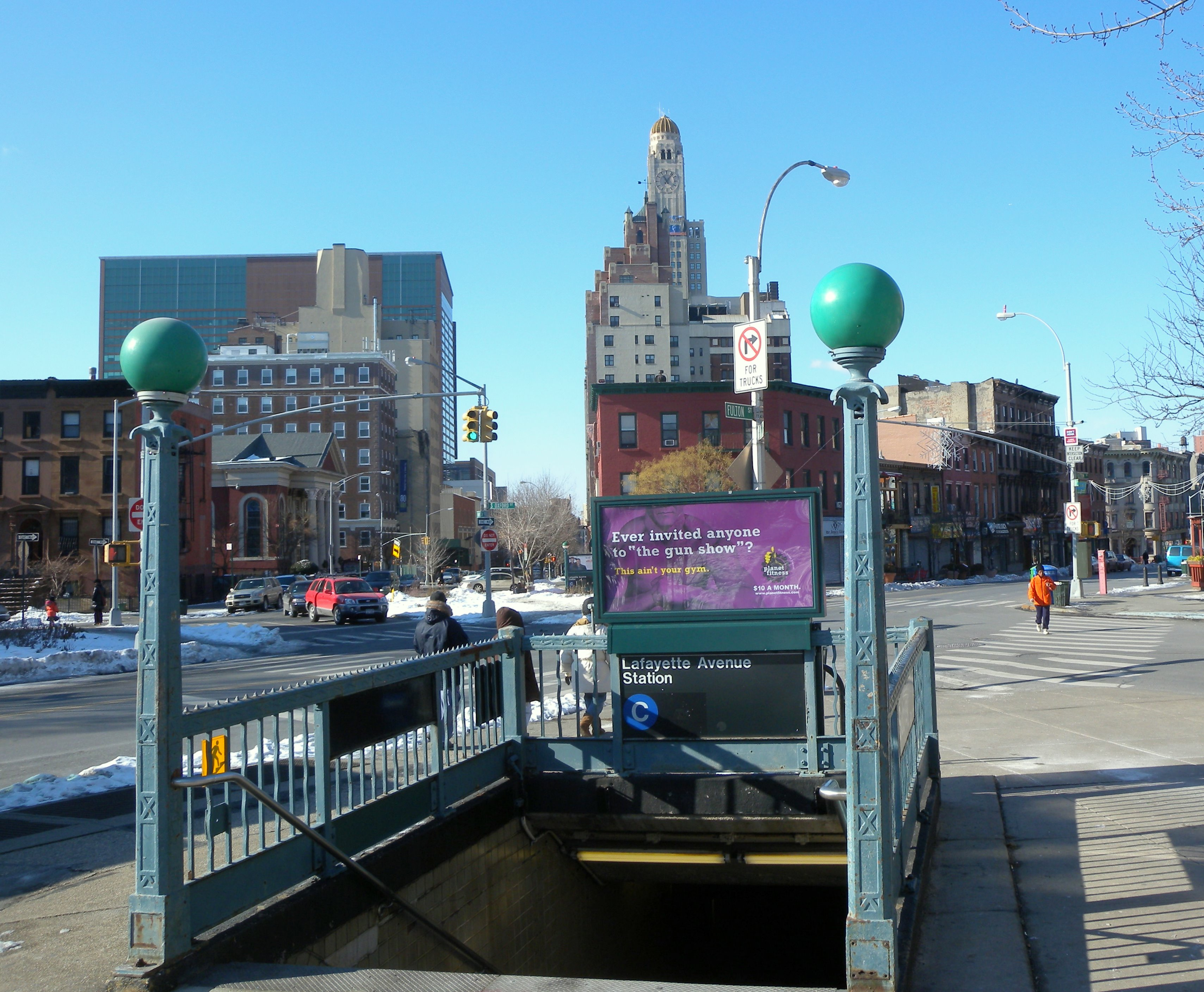
入口

当駅は改札内での南北ホーム間の行き来はできないが改札外での行き来は改札階で可能であるため全ての出入口が両ホームに接続している。
- 階段1つ、フルトン・ストリートと南ポートランド・アベニューの交差点北東[5]。
- 階段1つ、フルトン・ストリートと南ポートランド・アベニューの交差点北西[5]。
- 階段1つ、フルトン・ストリートと南ポートランド・アベニューの交差点南東[5]。
- 階段1つ、フルトン・ストリートと南ポートランド・アベニューの交差点南西[5]。
- 階段2つ、フルトン・ストリートと南オクスフォード・ストリート、ハンソン・プレイスの交差点北[5]。
- 階段1つ、フルトン・ストリートと南オクスフォード・ストリート、ハンソン・プレイスの交差点北東[5]。
- 階段1つ、フルトン・ストリートと南オクスフォード・ストリート、ハンソン・プレイスの交差点南東[5]。
- 階段1つ、フルトン・ストリートと南オクスフォード・ストリート、ハンソン・プレイスの交差点南西[5]。

## 駅周辺
- バークレイズ・センター[5]
- ブルックリン・アカデミー・オブ・ミュージック[5]
- ブルックリン工業高等学校[5]
- フォート・グリーン・パーク[5]
- アイロンデール・センター[5]
- マーク・モリス・ダンス・センター[5]
- MoCADA博物館/美術館[5]